# Hermann Friedrich Cloedt
Hermann Friedrich Cloedt of Herman Frederik Kloet (ca. 1555-1560 - Neuss, 26 juli 1586) was een Staats kapitein en gouverneur van Nuys.

## Geschiedenis

Stamwapen Cloedt

Hij hielp de graaf van Nieuwenaar in de maand mei van 1585 met de inname van de stad Nuys, nabij Duisburg. Hij werd daar als gouverneur aangesteld. In maart van 1586 hielp hij Maarten Schenk met de inname van de stad Werl. Hij veroorzaakte onrust in het Sticht Keulen en Westfalen. In juli 1586 werd Nuys tijdens de Keulse Oorlog vernietigd door Alexander Farnese, de hertog van Parma, commandant van het leger van Vlaanderen. Hij stierf bij de verdediging van de stad. 

## Bron
- Biografisch Portaal op website: historici.nl